# Schmetterlingshorst

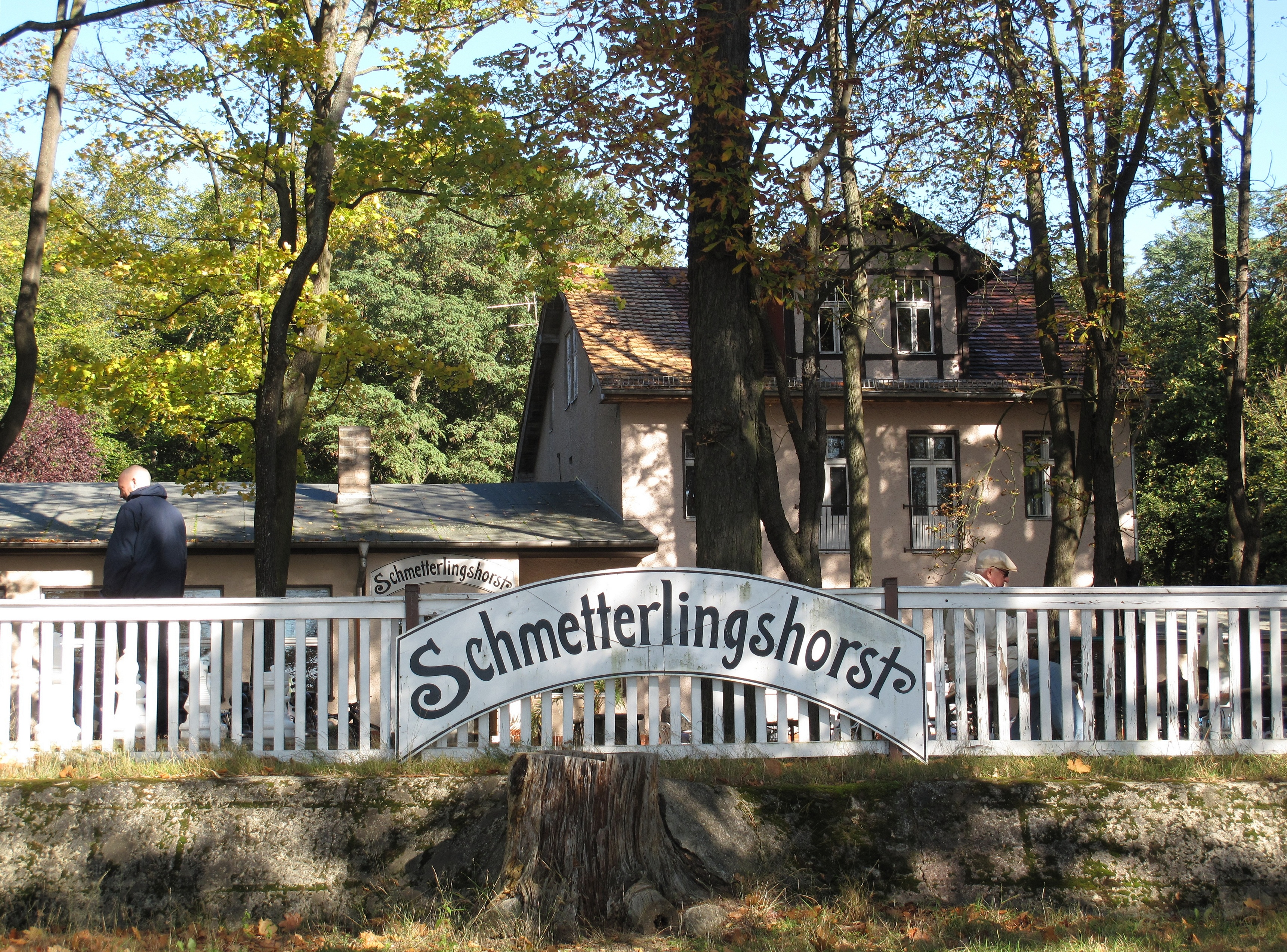
Schmetterlingshorst, Herbst 2011

Der Schmetterlingshorst ist eine historische Ausflugsgaststätte im Ortsteil Köpenick des Berliner Bezirks Treptow-Köpenick. Seit Ende der 1990er Jahre wird das 1898 eröffnete, 1943 stark zerbombte und ab 1947 wiederaufgebaute Gartenrestaurant vom Bezirkssportbund Treptow-Köpenick e. V. als gemeinnütziger Schul-, Sport- und Wanderstützpunkt betrieben. Sie liegt im Revier Teufelssee des Forstamts Köpenick der Berliner Forsten am Nordufer des Langen Sees, östlich des Seebads Wendenschloss. Am gegenüberliegenden Südufer des von der Dahme durchflossenen Sees befindet sich das Strandbad Grünau.
Für Ausflügler bietet die Einrichtung einen Imbissverkauf mit Stühlen, Tischen und Spielgeräten im Garten. In einer angegliederten Halle wird in einer Dauerausstellung eine Schmetterlingssammlung präsentiert. Der Name des Hauses geht auf diese Sammlung zurück. Nach Angaben des Betreibers handelt es sich um die zweitgrößte Ausstellung dieser Art in Europa und die größte in Deutschland.

## Geschichte
Den Namen gab dem Schmetterlingshorst sein Gründer, der Glasgraveurmeister und Schmetterlingsforscher Johannes Bittner. In einem angegliederten Ausstellungsraum präsentierte Bittner seine zu dieser Zeit angeblich weltweit berühmte Schmetterlingssammlung. Die Sammlung wurde 1943 mit dem Haus zerstört.
Der aus Böhmen stammende Bittner eröffnete seine Schmetterlingsschaubude mit einem Imbiss und Ausschank im Jahr 1898 und betrieb sie anfänglich unter dem Namen Restaurant Johann Bittner. 1904 wurde am Haus eine Dampferanlegestelle eingerichtet. Hier verkehrte die Richard (später unter dem Namen Eintracht fahrendes Museumsschiff der Berlin-Brandenburgischen Schiffahrtsgesellschaft e. V. im Historischen Hafen Berlin), ein knapp 17 Meter langes Motorschiff vom Löcknitztyp der Rummelsburger Anker-Werft, betrieben von Richard Eckner in Grünau vor allem im Übersetzverkehr Grünau – Schmetterlingshorst und Marienlust. Marienlust war eine weitere Ausflugsgaststätte, die rund 800 Meter östlich des Schmetterlingshorstes gleichfalls am Langen See lag, 1997 abbrannte und komplett abgetragen wurde. Die Anlegestelle förderte den Ausflugsverkehr derart, dass Bittner den Schmetterlingshorst 1906 erheblich ausbaute und unter anderem um einen großen Parkettsaal erweiterte.

Mitglieder der Lepidopterologen-Vereinigung Orion zu Berlin 1902 im Restaurant Johann Bittner

Eine Zeitlang diente Schmetterlingshorst der am 1. August 1890 gegründeten Lepidopterologen-Vereinigung Orion zu Berlin (später umbenannt in Entomologischer Verein Orion zu Berlin) bei Exkursionen als Vereinsgaststätte. Am Heiligabend 1943 wurden die Gebäude durch einen Bombenangriff stark zerstört. Bis Anfang der 1990er Jahre betrieb ein Pächter das ab 1947 wiederaufgebaute Restaurant. Wegen zu hoher Pachtkosten gab der Pächter kurz nach der politischen Wende den Betrieb auf. Anschließend lag das Gelände bis 1999 brach und verwilderte. 1999 begann der Bezirkssportbund Treptow-Köpenick e. V., unterstützt durch einen ortsansässigen Baumarkt und weitere Spender, mit Rekonstruierungsmaßnahmen, die seit 2012 weitgehend abgeschlossen sind. Als neuer Pächter verzichtete der Bezirkssportbund nach Absprache mit dem Bezirksamt auf die Wiedereröffnung des Schmetterlingshorstes als Gaststätte und richtete einen gemeinnützigen Schul-, Sport- und Wanderstützpunkt mit einem Imbiss für Ausflugsgäste ein.

## Schmetterlingssammlung und Aktivitäten
Nach der Vernichtung der Bittnerschen Sammlung 1943 wird seit 2007 eine neue Schmetterlingssammlung gezeigt. Den Kern dieser Sammlung bildet die Jacobs’sche Sammlung, die Herbert Jacobs – in den 1970er Jahren zweiter Vorsitzender des Entomologischen Vereins Orion zu Berlin – von 1902 bis 1952 angelegt hatte. Erweitert unter anderem um eine Spende von zehn Schaukästen des Naturkundemuseums, stehen heute 73 Schaukästen mit 3540 exotischen und einheimischen Schmetterlingen sowie Insekten im alten Raum neben dem ehemaligen Gasthaus der Öffentlichkeit in einer Dauerausstellung zur Verfügung. Nach Angabe des Stützpunktes handelt es sich um die zweitgrößte Ausstellung dieser Art in Europa und die größte in Deutschland.
Der Bezirkssportbund Treptow-Köpenick als Träger engagiert sich auch in der Umweltbildung, seit 2022 ist dafür eine Waldpädagogin angestellt, um Schülerinnen und Schülern einen Zugang zur Natur zu vermitteln und Verständnis für die Umwelt zu wecken.
In der Langen Nacht der Wissenschaften 2011 bildete der Schmetterlingshorst einen der Anlaufpunkte. Neben der Präsentation der Sammlungen wurden dabei Experimente zum Thema Lichtquellen als Todesfalle für Insekten und zur Insektenfütterung durchgeführt. Bei der Insektenfütterung stellten Entomologen von Orion und NABU „Rezepte“ für Köder vor und lockten mit den Ködern Falter und weitere Insekten an. Die Experten zeigten, wie sich mit dem gezielten Einsatz der Köder das Vorkommen einer Art in einer bestimmten Region nachweisen lässt.
Darüber hinaus finden im Schmetterlingshorst wechselnde Veranstaltungen und Seminare statt.